# 塩見力
塩見 力（しおみ つとむ、1911年11月21日 - 没年不明）は、戦前期の社会人野球の選手

## 経歴・人物
兵庫県出身。旧制甲陽中に在学していた1928年の第14回全国中等学校優勝野球大会に投手として出場し、準々決勝で平安中に敗れる。自身は大会8号の本塁打を放つ。